# Joshua Pearce
Joshua M. Pearce est un  ingénieur universitaire  à l'université technologique du Michigan, connu pour ses travaux sur la protocristallinité (en), la technologie photovoltaïque et le matériel libre, en particulier les imprimantes 3D RepRap.
Pearce reçu son  Ph.D. à l’université d'État de Pennsylvanie, où son travail sur la  protocristallinité a aidé à développer des  modules solaires bon marché à base de  silicium amorphe. Ses  recherches sur l'énergie solaire continuent,, ainsi, son groupe a publié une étude sur le LCOE montrant que   l'électricité solaire était économiquement compétitive avec les carburants fossiles dans de vastes régions,. Ses recherches  sur la réflectivité bidirectionnelle ont montré une augmentation potentielle de 30 % du rendement des réflecteurs solaires.
Il est un ardent avocat d'une approche open source du développement technologique. Ses travaux sur les nanotechnologies open source l'ont fait comparer par Ars Technica à l'activiste du logiciel libre Richard Stallman. Il a appliqué ses idées sur l'impression 3D et l'électronique  open source au design des instruments scientifiques ;   son livre, Open-Source Lab, 3-D Printing Industry a été décrit comme « un manuel que tout scientifique devrait lire, contenant un message si fort et dérangeant que le Anarchist Cookbook est en comparaison un conte pour enfants. ».
Son groupe a montré l'intérêt économique et écologique de l'impression d'objets domestiques par un RepRap, et a développé le recyclebot (en), un dispositif permettant de fabriquer chez soi à bas coût des filaments pour imprimante 3D à partir de déchets en plastique, ; en 2013, ils ont rendu open source les plans d'une imprimante 3D fabriquant des objets métalliques, et coûtant moins de 1200$,.
Pearce a travaillé sur les aspects environnementaux, éthiques, culturels et politiques du progrès technologique ; en 2016, le MIT Sloan Management Review annonça qu'il avait, combinant plusieurs de ses domaines de recherche, développé des imprimantes 3D solaires pour contribuer au développement durable ; il est également l'auteur, avec David Denkenberger, d'une étude de nourritures alternatives (Feeding Everybody No Matter What) utilisables en cas de catastrophe globale.